# Ida Similä
Ida Similä (...) è una giocatrice di football americano finlandese, che gioca come linebacker per le Wasa Royals..